# 巳待塔

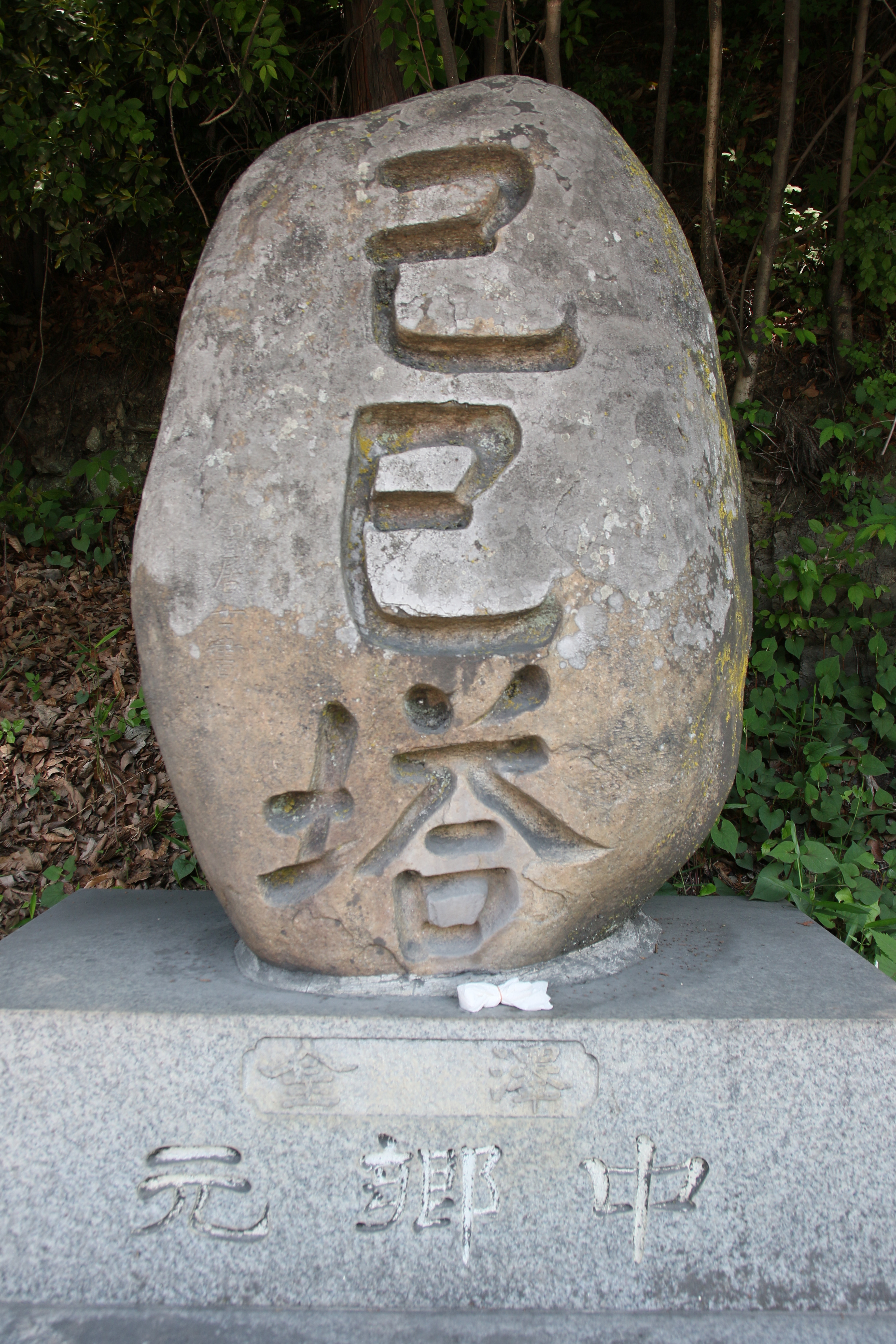
諏訪平の己巳塔（埼玉県秩父郡皆野町）町指定有形民俗文化財

巳待塔（みまちとう）は、十二支の巳の日、あるいは干支の己巳の日に弁才天を祀り、福徳や家内安全、豊作などを祈念する巳待講によって造立された石塔である。己巳塔（きしとう）、己巳待塔（きしまちとう）ともいう。

## 巳待
巳の日、あるいは特に己巳の日に行う講行事を巳待という。辰の日の夜から行い、巳の日を待つこともある。巳の日は弁才天の縁日であるため弁才天を本尊として祀る。また、巳（蛇）は弁才天の使いとも考えられている。東北地方では巳待と金華山信仰との習合が多く見られ、宮城県の巳待講は初巳の祭日に金華山に参集して神輿を担いだ。長野県の戸隠山麓の巳待講では、己巳の日に九頭龍権現を祀る日待が行われた。
巳（蛇）は脱皮して成長することから穢れを払う信仰にも繋がり、新仏の正月を12月に行う巳正月（巳の日正月）や辰巳正月などと称する行事も行われた。
また、弁才天の信仰とは関係のない日待や月待を巳の日に行う巳待講もある一方で、淡路島の「回り弁天祭」は、農家の収穫祭としての亥の子行事との習合によって亥の日に行われた。

## 形態と分布
巳待塔は関東・東北地方に集中して分布し、自然石の文字塔が多いほか、刻像塔や梵字巳待塔が存在する。神奈川県藤沢市江の島には、1741年（寛保元年）に江戸本所の講中が造立した巳待灯籠がある。

### 文字塔
文字塔には「巳待」「巳待塔」「巳待供養塔」「己巳塔」「己巳需供養」などのほか、「弁天」「弁才天」「弁才天供養」などと刻まれる。金華山信仰との関連を示すものとして「金華山弁才天」と刻むものがある。

### 刻像塔

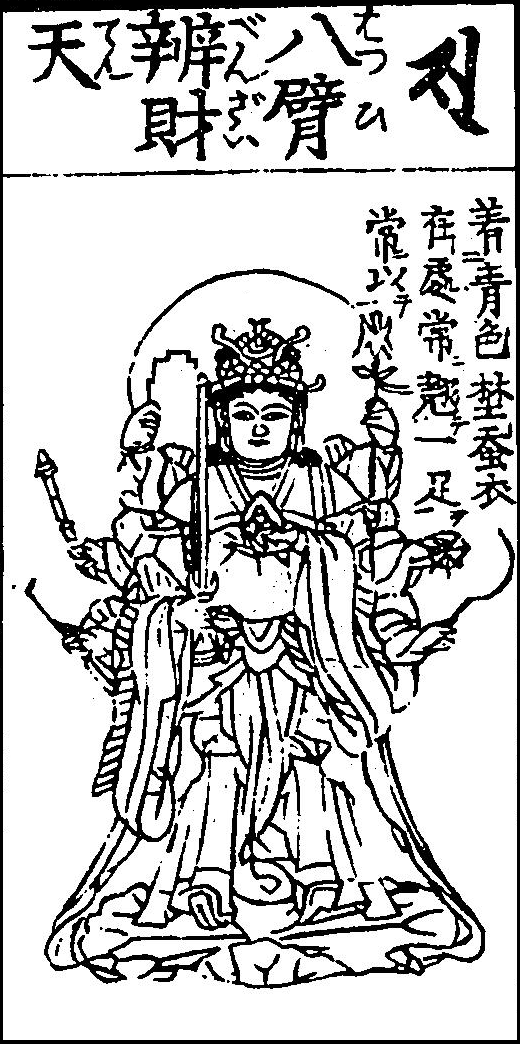
『仏像図彙』による八臂辨財天

巳待の刻像塔には、弁才天像、宝珠像、人面蛇身像などが彫られる。弁才天像には二臂、六臂、八臂のものが見られ、八臂のものは左手に鉾、輪宝、宝弓、宝珠を、右手に剣、宝棒、箭、鑰を持つ。これは『金光明最勝王経』に説かれた像容とは異なっており、偽経とされる『仏説最勝護国宇賀耶頓得如意宝珠陀羅尼経』に拠ると考えられている。江戸時代の仏画集『仏像図彙』に描かれた「八臂辨財天」も偽経に説かれた像容となっており、本来の弁才天信仰とは異なる、宇賀神と習合した財宝神としての弁財天信仰が偽経とともに広まったことを示している。
二臂や六臂の弁才天像も左手に宝珠、右手に剣を持ち、頭上に鳥居を飾るものが多い。宝珠像は、宝珠を象った石に宝珠形の穴を作ったり三段重ねにする。人面蛇身像は、とぐろを巻いた蛇身に菩薩や天女の面を載せ、さらにその頭上に蛇を飾るものもある。宝珠像と人面蛇身像についても前述の偽経に拠ると考えられている。
埼玉県大里郡寄居町鉢形の良秀寺参道には、聖観音菩薩を主尊とし「巳待供養佛」と刻まれた1737年（元文2年）造立の巳待塔がある。
神奈川県横浜市旭区鶴ケ峰本町の薬王寺入口辻には、地蔵菩薩を主尊とし「巳待供養延命地蔵」と刻まれた1721年（享保6年）造立の巳待供養地蔵がある。
神奈川県厚木市の大釜弁財天には、台座に「文政五年壬午天四月朔日 蛇形弁財天 願主七沢村中」と刻まれた蛇身の弁財天があり、4月初巳の宇賀神祭りで豊蚕の祈願をした。

### 梵字巳待塔
関東・東北地方には弁才天の種子である（ソ）一文字が刻まれた梵字巳待塔がある。また、弁才天の種字には（ウ）が用いられることもあり、「供養」「巳待供養塔」などと刻まれた塔がある。（ウ）は宇賀神の「宇」の字を梵字化したとする説もある。

## 参考画像

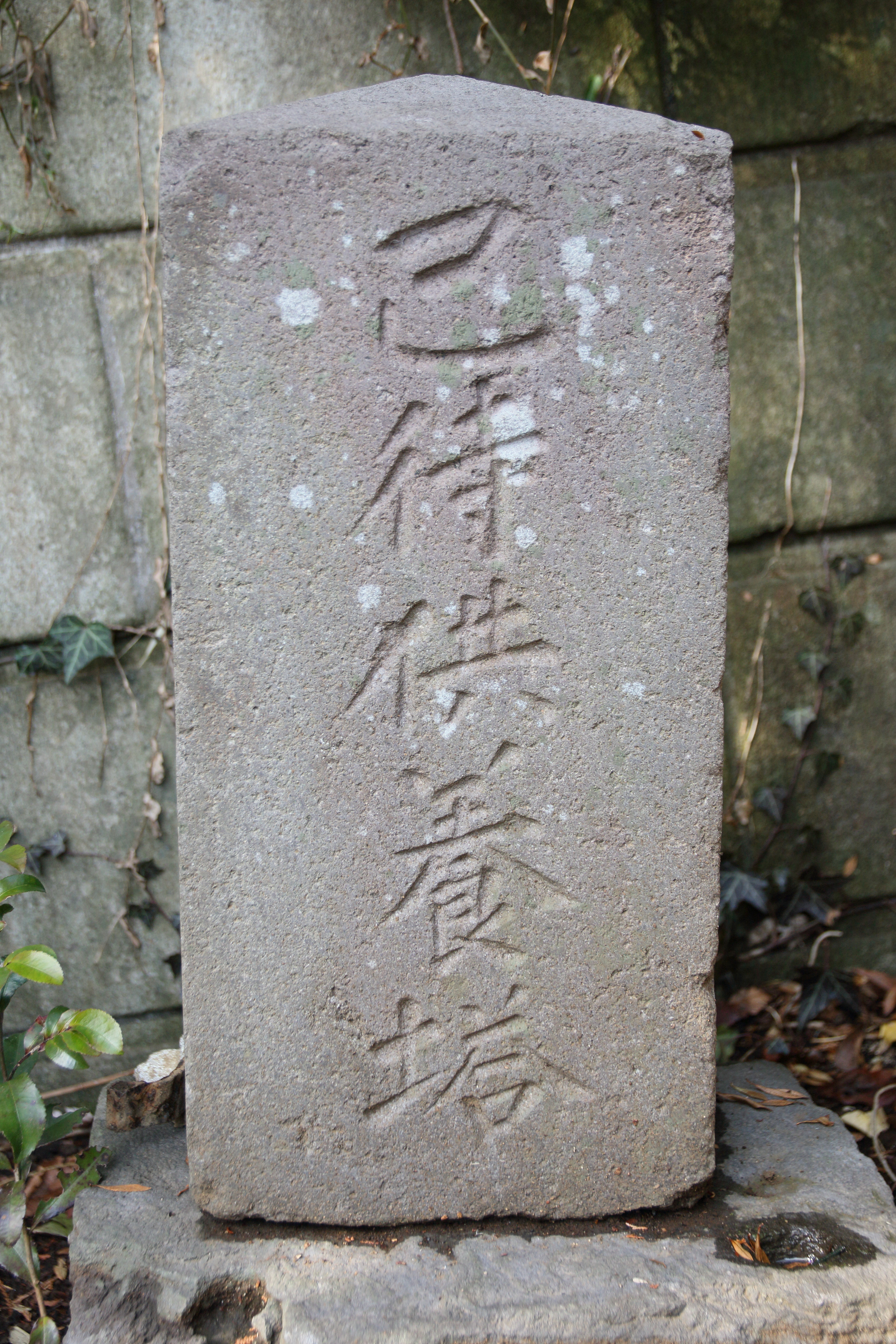
巳待供養塔（二俣川日吉神社）1823年（文政6年）造立
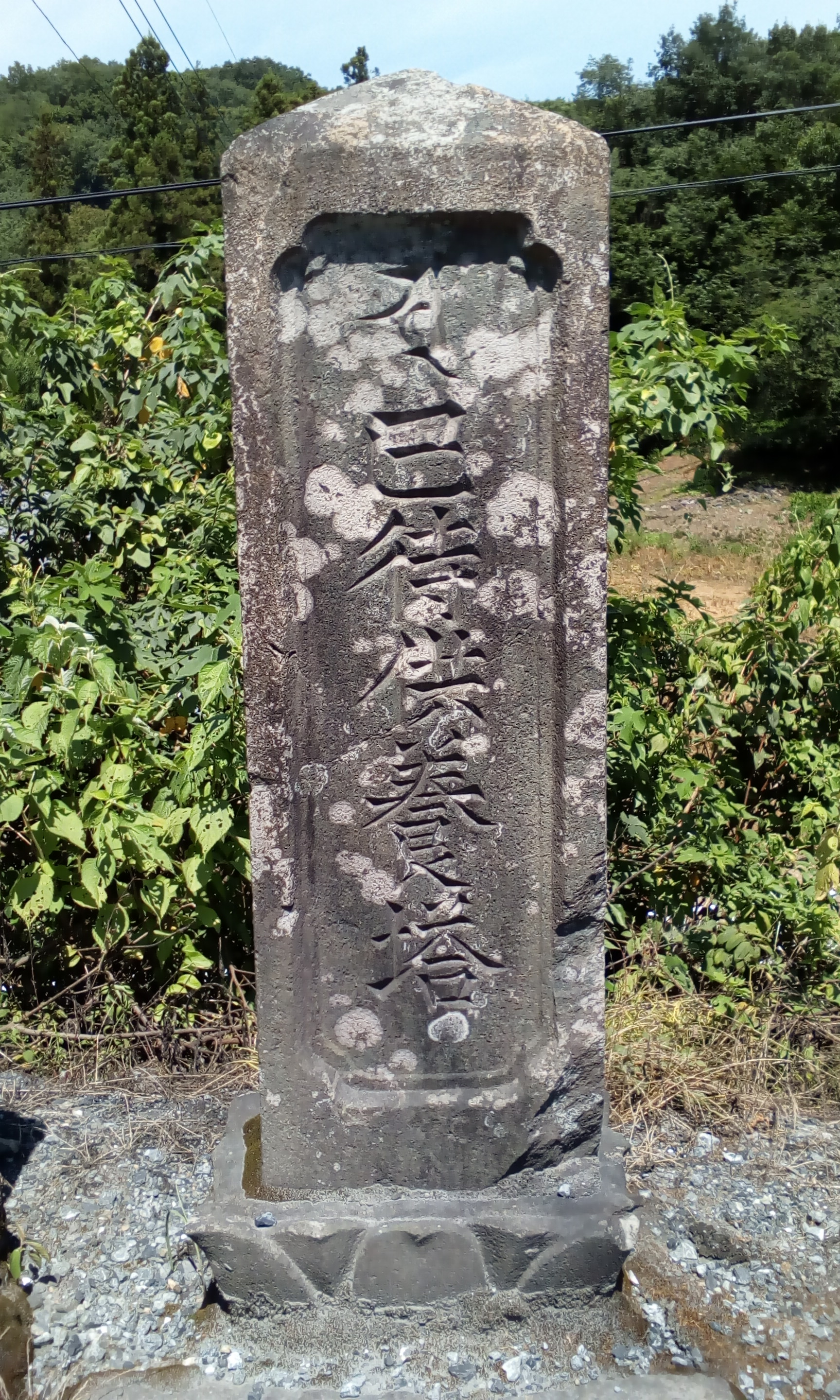
寄居町西ノ入の巳待供養塔
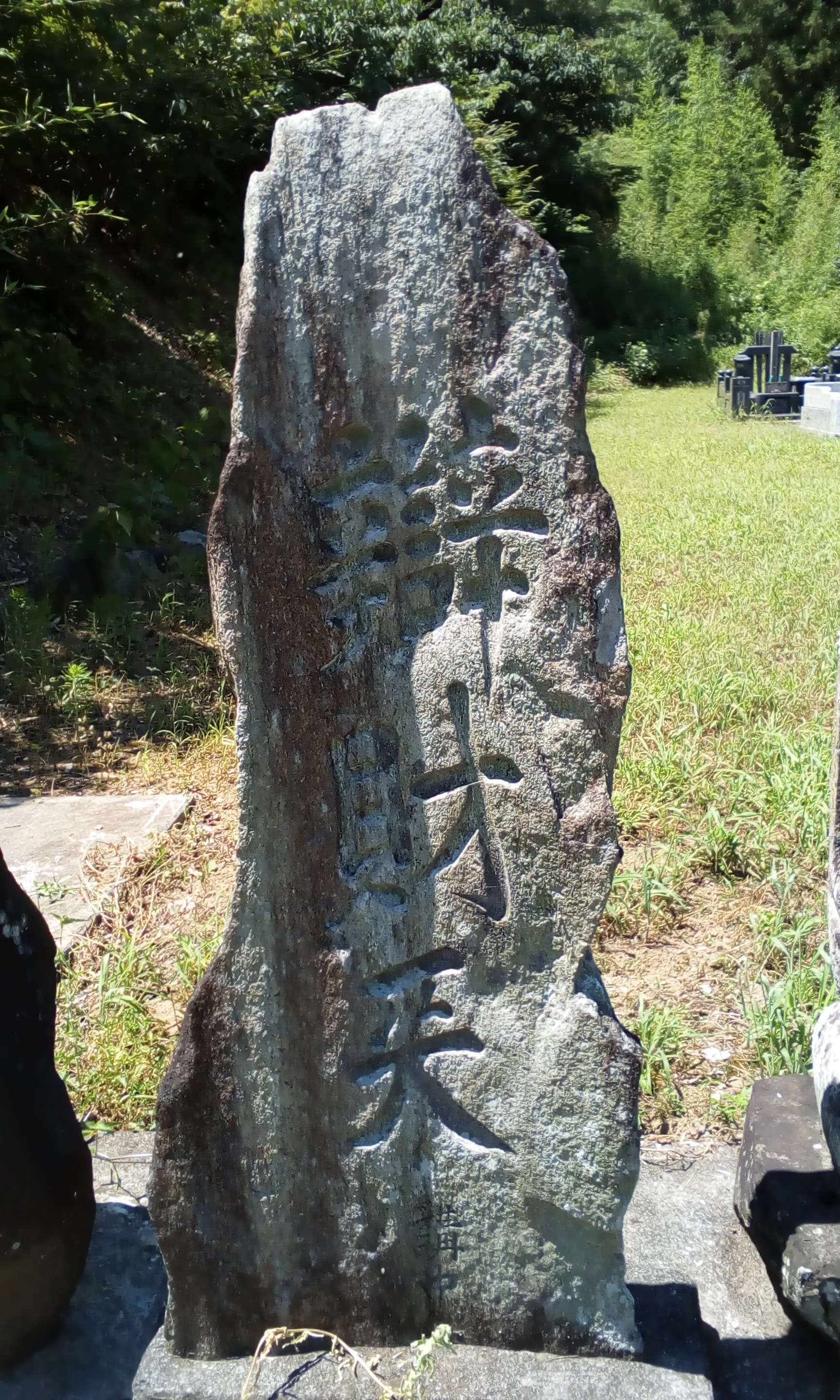
「辯財天」と刻まれた巳待塔（寄居町三品の正芳寺）
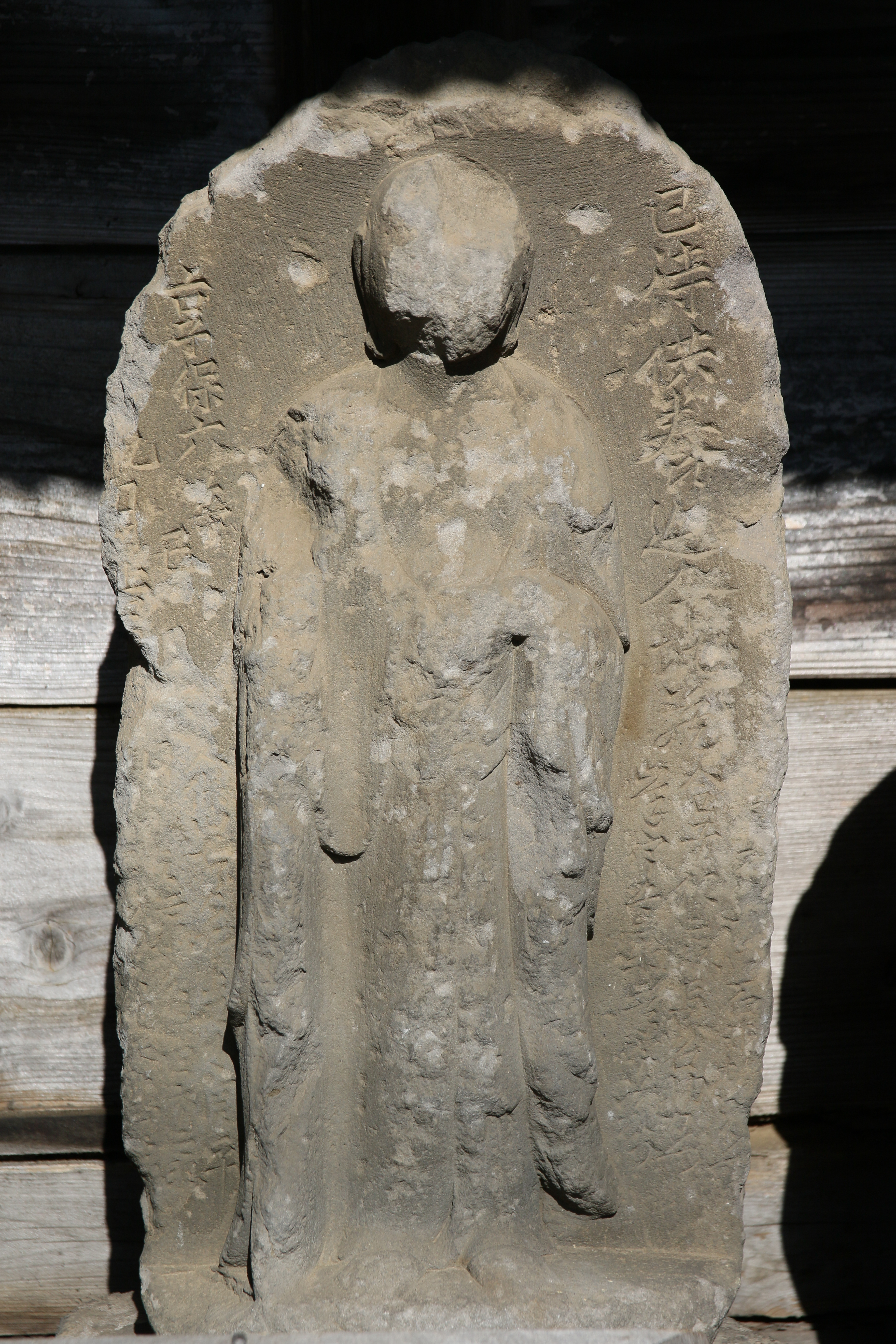
横浜市旭区鶴ヶ峰本町の薬王寺入口辻にある巳待供養地蔵
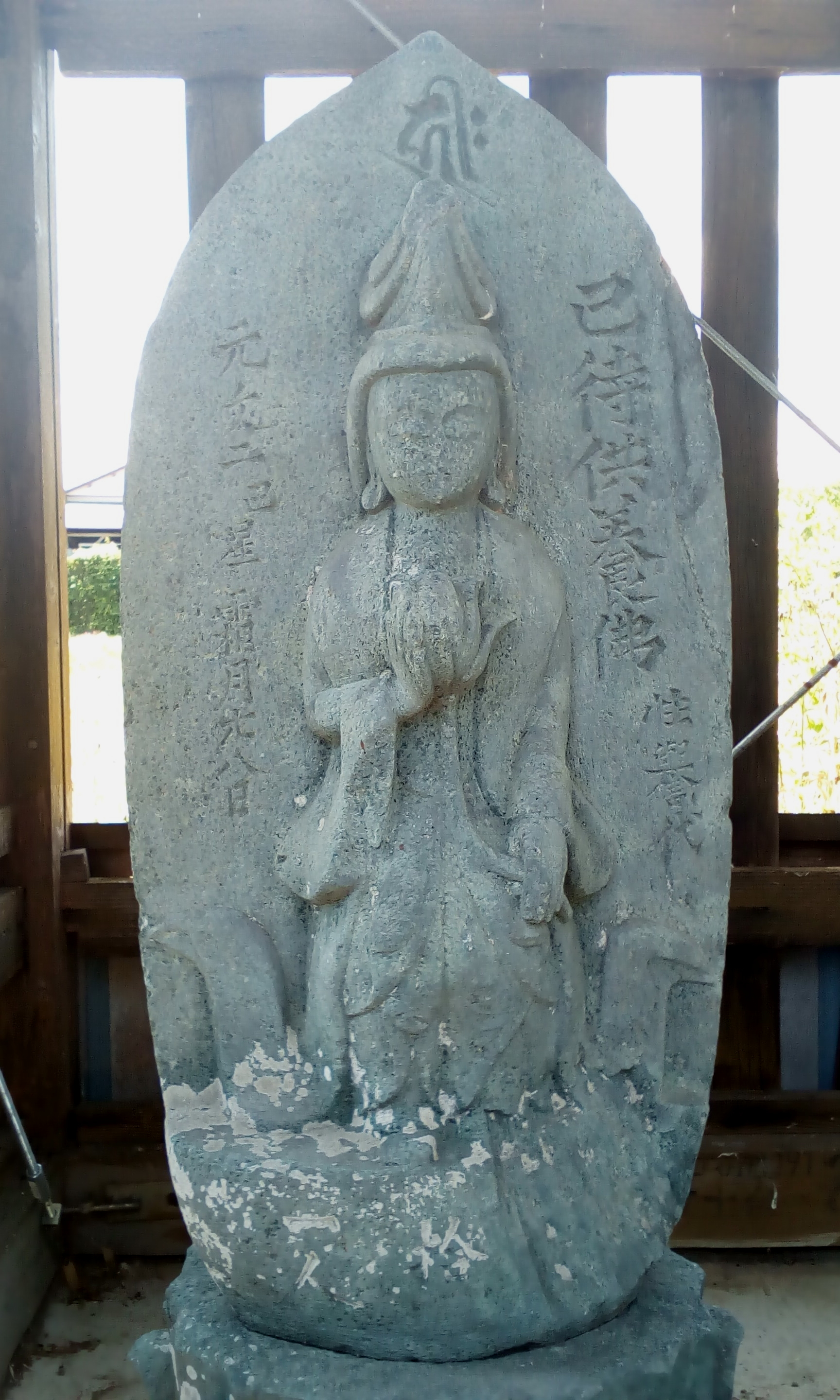
聖観音を主尊とする巳待塔（寄居町鉢形の良秀寺参道）
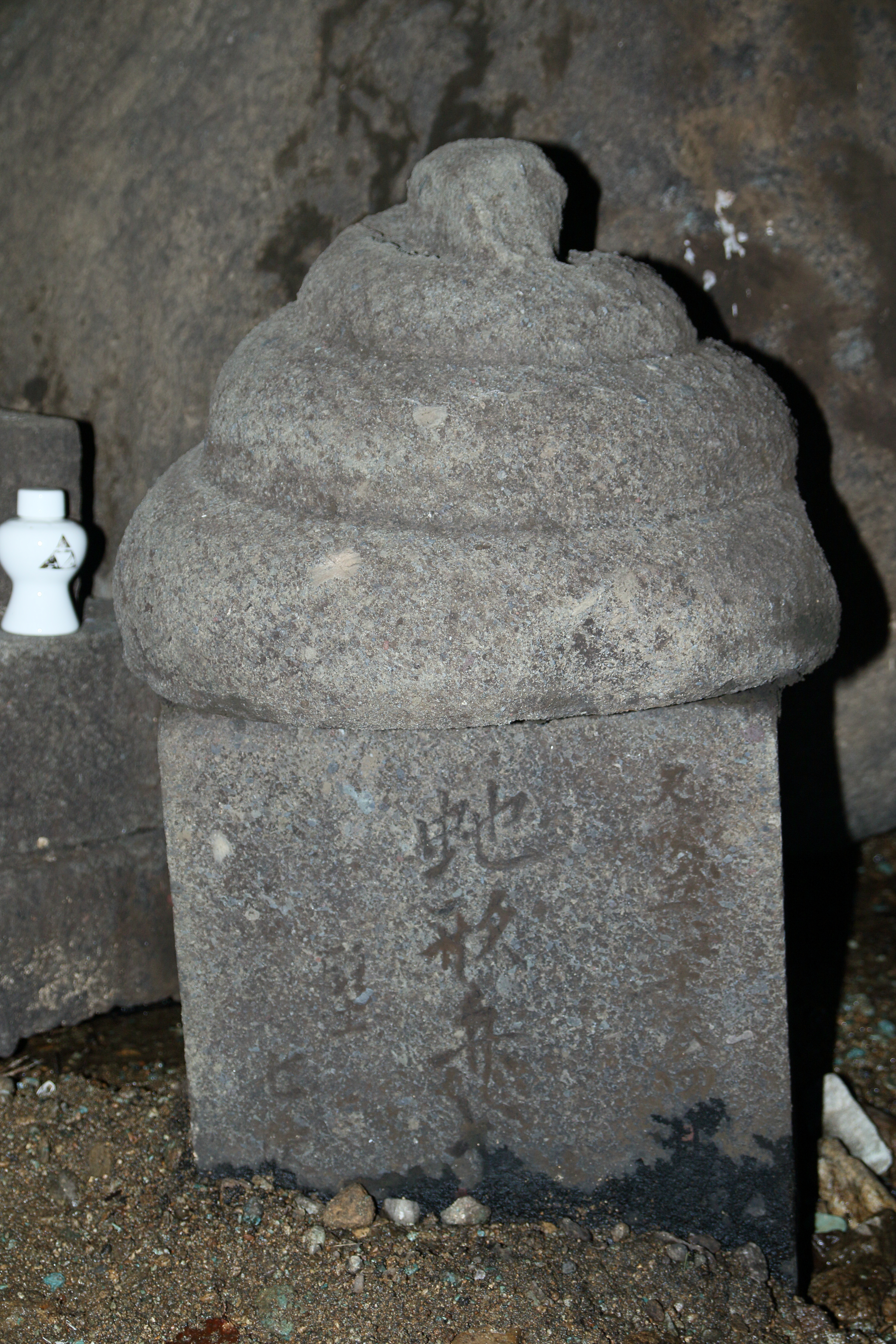
大釜弁財天（厚木市七沢）の蛇身弁財天